# Smirnenci
Smirnenci (bułg. Смирненци) – wieś w południowej Bułgarii, w obwodzie Chaskowo, w gminie Charmalni. Według danych Narodowego Instytutu Statystycznego, 31 grudnia 2011 roku wieś liczyła 191 mieszkańców.